# 神保町站
神保町站（日语：／ Jimbochō eki */?）是位於日本東京都千代田區神田神保町二丁目，屬於東京都交通局（都營地下鐵）、東京地下鐵的鐵路車站。都營地下鐵車站設有「專修大學前」的副站名。
此站有都營地下鐵的三田線與新宿線、東京地下鐵的半藏門線停靠，是轉乘站。3條路線都設有車站編號，三田線是I 10、新宿線是S 06、半藏門線是Z 07。

## 历史
- 1972年（昭和47年）6月30日：都營地下鐵6號線車站開業。
- 1978年（昭和53年）7月1日：都營地下鐵6號線改名三田線。
- 1980年（昭和55年）3月16日：都營地下鐵新宿線開業。成為轉乘站。
- 1989年（平成元年）1月26日：營團地下鐵半藏門線車站開業。與都營地下鐵換車業務開始。
- 2004年（平成16年）4月1日：營團地下鐵民營化。半藏門線由東京地下鐵繼承。
- 2015年（平成27年）4月1日：新宿線神保町站從市谷站務管理所市谷站務區移交給日比谷站務管理所水道橋站務區管理。

## 構造
新宿線與半藏門線的本站至九段下站區間是兩線同時興建。半藏門線的車站位於新宿線的線路之下。
都營地下鐵與東京地下鐵的線路編號為連號。

### 東京都交通局
三田線為島式1面2線的地下車站，設有月台幕門。
新宿線則為相對式2面2線的地下車站。
三田線前往新宿線轉乘時，往市谷、新宿、京王線方向（1號線）可利用月台中央的階梯，往馬喰橫山、本八幡方向（2號線）可使用水道橋側的通道。
本站為日比谷站務管區日比谷站務區管轄的直營站。以前新宿線由市谷站務區管轄。
新宿線2號線剪票口外有定期券售票處。

#### 月台配置

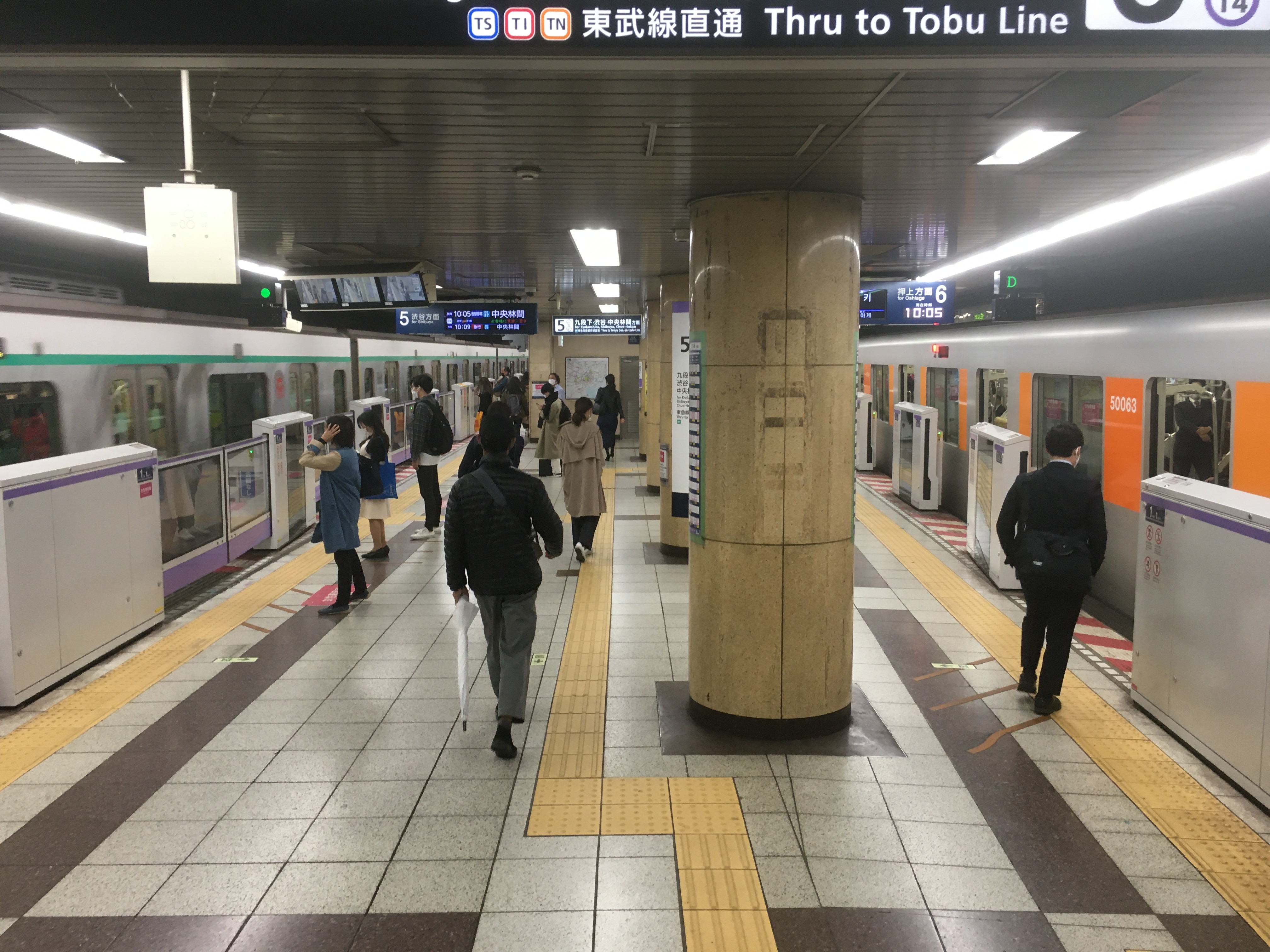
半藏門線月台（2021年11月10日攝）

| 月台 | 路線   | 目的地                             |
| ---- | ------ | ---------------------------------- |
| 1    | 新宿線 | 市谷、新宿、京王線方向             |
| 2    | 新宿線 | 馬喰橫山、大島、本八幡方向         |
| 3    | 三田線 | 日比谷、白金高輪、目黑、目黑線方向 |
| 4    | 三田線 | 水道橋、巢鴨、西高島平方向         |

（來源：都營地下鐵:車站構內圖 （页面存档备份，存于））

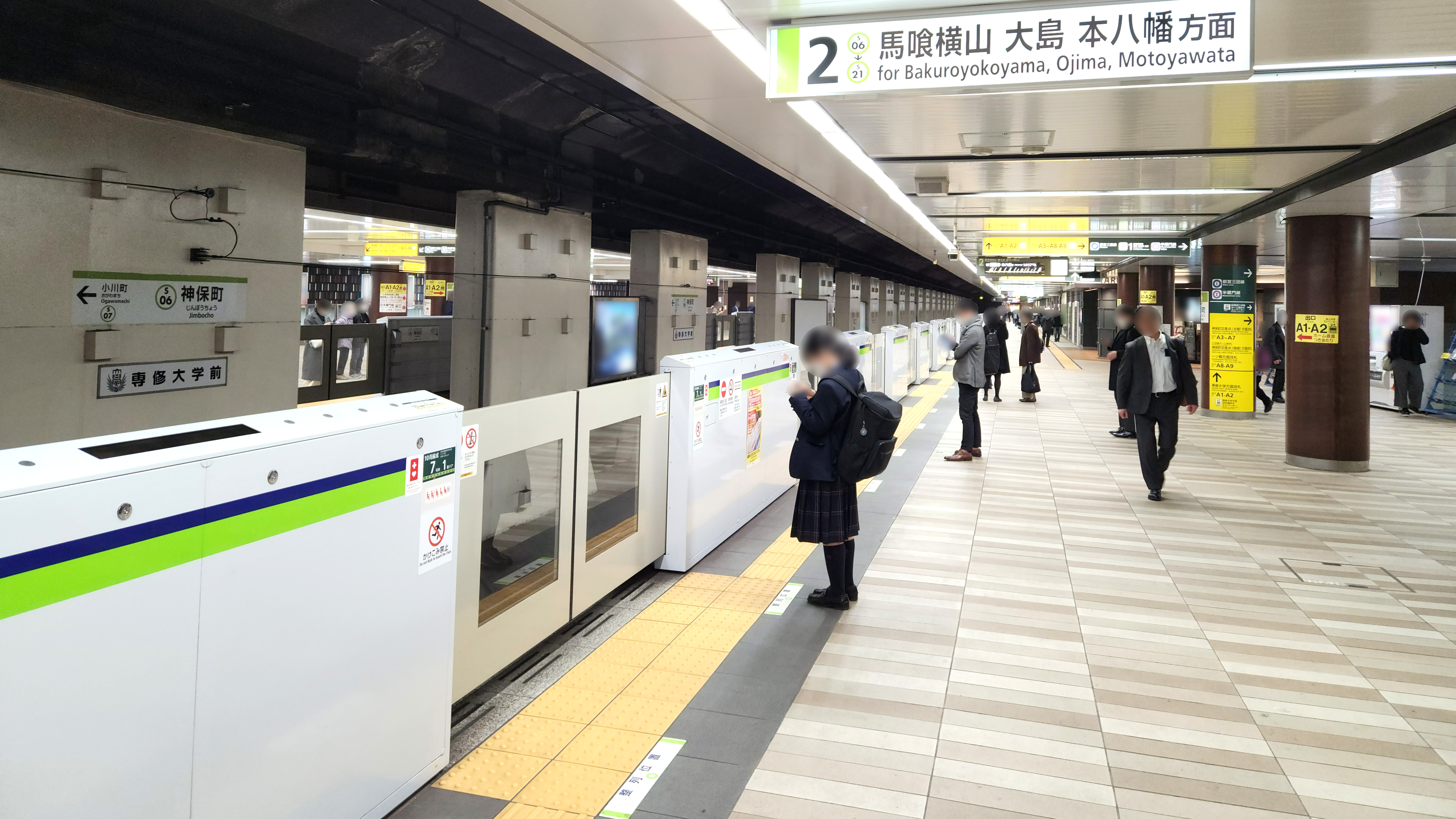
新宿線下行月台（2022年12月2日攝）
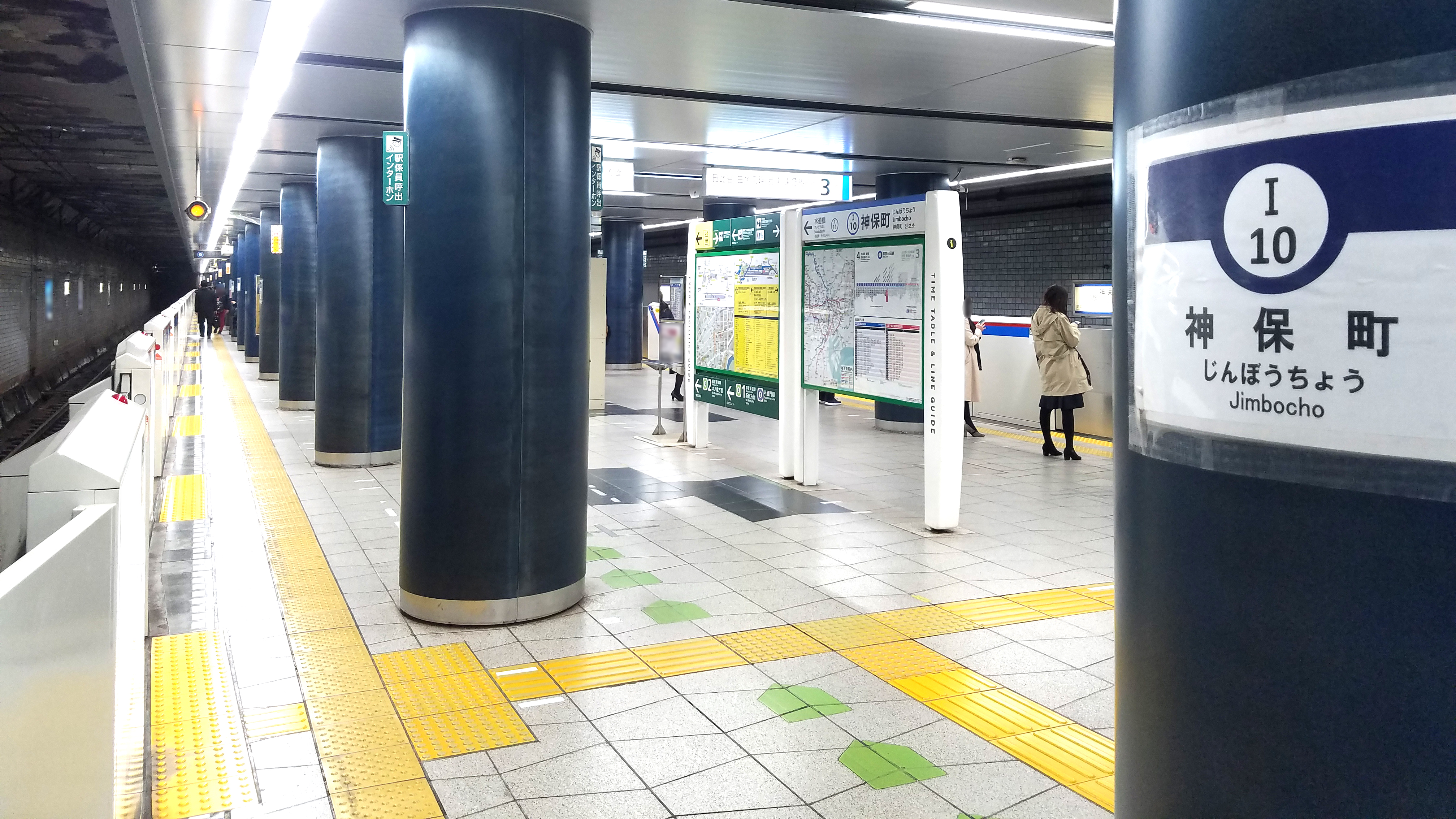
三田線月台（2019年12月10日攝）

### 東京地下鐵
為島式1面2線的地下車站。月台與澀谷方向（專修大學方向）剪票口之間設有電梯。廁所在押上方向（神保町交差點方向）付費區內。
剪票口有超商NATURAL LAWSON。
本站與九段下站距離僅400公尺，是半藏門線最短的站距。
九段下方向設有橫渡線。

#### 月台配置
| 月台 | 路線     | 目的地                                             |
| ---- | -------- | -------------------------------------------------- |
| 5    | 半藏門線 | 九段下、澀谷、中央林間方向                         |
| 6    | 半藏門線 | 大手町、押上〈晴空塔前〉、北千住、久喜、南栗橋方向 |

（來源：東京地下鐵:構內圖）

## 利用狀況
- 都營地下鐵[利用客数 1]
  - 三田線 - 2017年度1日平均上下車人次為144,596人（上車人次：72,210人、下車人次：72,386人）。三田線車站排行第1位。
  - 新宿線 - 2017年度1日平均上下車人次為134,890人（上車人次：67,162人、下車人次：67,728人）。新宿線車站次於新宿站排行第2位。
- 東京地下鐵 - 2017年度1日平均上下車人次為96,811人[利用客数 2]。

### 各年度1日平均上下車人次
各年度1日平均上下車人次如下表。
| 年度               | 都營地下鐵         | 都營地下鐵 | 都營地下鐵         | 都營地下鐵 | 東京地下鐵         | 東京地下鐵 |
| 年度               | 三田線             | 三田線     | 新宿線             | 新宿線     | 半藏門線           | 半藏門線   |
| 年度               | 1日平均 上下車人次 | 增長率     | 1日平均 上下車人次 | 增長率     | 1日平均 上下車人次 | 增長率     |
| ------------------ | ------------------ | ---------- | ------------------ | ---------- | ------------------ | ---------- |
| 2003年（平成15年） | 112,999            | 0.2%       | 113,480            | −4.2%      | 78,219             | 0.6%       |
| 2004年（平成16年） | 113,362            | 0.3%       | 112,338            | −1.0%      | 80,508             | 2.9%       |
| 2005年（平成17年） | 115,316            | 1.7%       | 114,459            | 1.9%       | 83,413             | 3.6%       |
| 2006年（平成18年） | 118,224            | 2.5%       | 118,117            | 3.2%       | 87,022             | 4.3%       |
| 2007年（平成19年） | 122,597            | 3.7%       | 124,167            | 5.1%       | 92,640             | 6.5%       |
| 2008年（平成20年） | 124,107            | 1.2%       | 125,020            | 0.7%       | 92,184             | −0.5%      |
| 2009年（平成21年） | 124,548            | 0.4%       | 125,936            | 0.7%       | 92,135             | −0.1%      |
| 2010年（平成22年） | 123,907            | −0.5%      | 125,152            | −0.6%      | 91,421             | −0.8%      |
| 2011年（平成23年） | 120,785            | −2.5%      | 120,156            | −4.0%      | 88,314             | −3.4%      |
| 2012年（平成24年） | 124,293            | 2.9%       | 121,787            | 1.4%       | 90,536             | 2.5%       |
| 2013年（平成25年） | 129,253            | 4.0%       | 124,423            | 2.2%       | 90,767             | 0.3%       |
| 2014年（平成26年） | 131,561            | 5.7%       | 124,286            | −0.1%      | 89,223             | −1.7%      |
| 2015年（平成27年） | 136,287            | 3.6%       | 128,162            | 3.1%       | 91,671             | 2.7%       |
| 2016年（平成28年） | 140,497            | 3.1%       | 131,555            | 2.6%       | 94,803             | 3.4%       |
| 2017年（平成29年） | 144,596            | 2.9%       | 134,890            | 2.5%       | 96,811             | 2.1%       |

### 各年度1日平均上車人次（1972年－2000年）
各年度上車人次如下表。
| 年度               | 都營地下鐵 | 都營地下鐵 | 營團     | 來源              |
| 年度               | 三田線     | 新宿線     | 半藏門線 | 來源              |
| ------------------ | ---------- | ---------- | -------- | ----------------- |
| 1972年（昭和47年） | 8,789      | 未 開 業   | 未 開 業 | [ 東京都統計 1 ]  |
| 1973年（昭和48年） | 12,455     | 未 開 業   | 未 開 業 | [ 東京都統計 2 ]  |
| 1974年（昭和49年） | 15,860     | 未 開 業   | 未 開 業 | [ 東京都統計 3 ]  |
| 1975年（昭和50年） | 17,317     | 未 開 業   | 未 開 業 | [ 東京都統計 4 ]  |
| 1976年（昭和51年） | 18,493     | 未 開 業   | 未 開 業 | [ 東京都統計 5 ]  |
| 1977年（昭和52年） | 19,701     | 未 開 業   | 未 開 業 | [ 東京都統計 6 ]  |
| 1978年（昭和53年） | 19,271     | 未 開 業   | 未 開 業 | [ 東京都統計 7 ]  |
| 1979年（昭和54年） | 18,896     | 8,438      | 未 開 業 | [ 東京都統計 8 ]  |
| 1980年（昭和55年） | 18,510     | 13,082     | 未 開 業 | [ 東京都統計 9 ]  |
| 1981年（昭和56年） | 19,296     | 15,671     | 未 開 業 | [ 東京都統計 10 ] |
| 1982年（昭和57年） | 19,422     | 17,014     | 未 開 業 | [ 東京都統計 11 ] |
| 1983年（昭和58年） | 18,891     | 19,669     | 未 開 業 | [ 東京都統計 12 ] |
| 1984年（昭和59年） | 19,575     | 20,389     | 未 開 業 | [ 東京都統計 13 ] |
| 1985年（昭和60年） | 19,137     | 20,285     | 未 開 業 | [ 東京都統計 14 ] |
| 1986年（昭和61年） | 52,071     | 52,545     | 未 開 業 | [ 東京都統計 15 ] |
| 1987年（昭和62年） | 19,645     | 21,992     | 未 開 業 | [ 東京都統計 16 ] |
| 1988年（昭和63年） | 19,775     | 23,274     | 16,662   | [ 東京都統計 17 ] |
| 1989年（平成元年） | 23,189     | 25,118     | 25,375   | [ 東京都統計 18 ] |
| 1990年（平成02年） | 24,740     | 26,537     | 33,197   | [ 東京都統計 19 ] |
| 1991年（平成03年） | 26,093     | 27,757     | 36,814   | [ 東京都統計 20 ] |
| 1992年（平成04年） | 56,830     | 60,186     | 38,447   | [ 東京都統計 21 ] |
| 1993年（平成05年） | 64,542     | 64,222     | 39,110   | [ 東京都統計 22 ] |
| 1994年（平成06年） | 63,918     | 63,378     | 39,778   | [ 東京都統計 23 ] |
| 1995年（平成07年） | 23,344     | 26,462     | 39,735   | [ 東京都統計 24 ] |
| 1996年（平成08年） | 22,636     | 26,167     | 39,479   | [ 東京都統計 25 ] |
| 1997年（平成09年） | 22,225     | 25,762     | 38,474   | [ 東京都統計 26 ] |
| 1998年（平成10年） | 21,778     | 26,625     | 38,671   | [ 東京都統計 27 ] |
| 1999年（平成11年） | 20,694     | 26,044     | 37,913   | [ 東京都統計 28 ] |
| 2000年（平成12年） | 21,238     | 25,638     | 37,825   | [ 東京都統計 29 ] |

### 各年度1日平均上車人次（2001年以後）
| 年度               | 都營地下鐵 | 都營地下鐵 | 營團 / 東京地下鐵 | 來源              |
| 年度               | 三田線     | 新宿線     | 半藏門線          | 來源              |
| ------------------ | ---------- | ---------- | ----------------- | ----------------- |
| 2001年（平成13年） | 22,301     | 25,825     | 38,652            | [ 東京都統計 30 ] |
| 2002年（平成14年） | 23,173     | 26,342     | 39,712            | [ 東京都統計 31 ] |
| 2003年（平成15年） | 24,014     | 24,593     | 39,369            | [ 東京都統計 32 ] |
| 2004年（平成16年） | 25,060     | 24,932     | 40,838            | [ 東京都統計 33 ] |
| 2005年（平成17年） | 25,827     | 25,742     | 42,405            | [ 東京都統計 34 ] |
| 2006年（平成18年） | 59,562     | 58,003     | 44,216            | [ 東京都統計 35 ] |
| 2007年（平成19年） | 61,167     | 61,238     | 47,393            | [ 東京都統計 36 ] |
| 2008年（平成20年） | 61,970     | 62,003     | 46,918            | [ 東京都統計 37 ] |
| 2009年（平成21年） | 62,132     | 62,616     | 46,690            | [ 東京都統計 38 ] |
| 2010年（平成22年） | 61,811     | 62,227     | 46,512            | [ 東京都統計 39 ] |
| 2011年（平成23年） | 60,224     | 59,801     | 44,975            | [ 東京都統計 40 ] |
| 2012年（平成24年） | 61,981     | 60,641     | 46,082            | [ 東京都統計 41 ] |
| 2013年（平成25年） | 64,512     | 62,038     | 46,129            | [ 東京都統計 42 ] |
| 2014年（平成26年） | 65,737     | 61,981     | 45,334            | [ 東京都統計 43 ] |
| 2015年（平成27年） | 68,096     | 63,918     | 46,604            | [ 東京都統計 44 ] |
| 2016年（平成28年） | 70,218     | 65,572     | 48,186            | [ 東京都統計 45 ] |
| 2017年（平成29年） | 72,210     | 67,162     |                   |                   |

備註
1. ↑  1972年6月30日開業。開業日起至翌年3月31日合計275日間資料。
2. ↑  1980年3月16日開業。開業日起至同年3月31日合計16日間資料。
3. ↑  1989年1月26日開業。開業日起至同年3月31日合計65日間資料。

## 周邊
車站周邊有明治大學等學校，以及許多書店與舊書店，是知名的學生街。也被稱為「日本的拉丁區」。
- 明治大學駿河台校舍（本部）
- 專修大學神田校舍（本部）
- 日本大學（法學部、經濟學部、理工學部）
- 共立女子大學
- 東京電機大學（出版局）
- 正則學園高等學校（日语：正則学園高等学校）
- 錦城學園高等學校（日语：錦城学園高等学校）
- 千代田區立神田一橋中學校（日语：千代田区立神田一橋中学校）
- 大原學園（日语：大原学園）東京校
- 學士會（日语：学士会）館
- 東京YWCA會館
- 神田古書店街 - 世界知名的舊書店街
- 嬌生公司日本本社
- 駿河台日本大學醫院（日语：駿河台日本大学病院）
- 岩波書店
- 岩波電影廳（日语：岩波ホール）
- 小學館
- 集英社
- 有斐閣
- 救世軍本營
- 三省堂書店神保町本店
- 書泉GRANDE（日语：書泉）
- 書泉Book Mart（日语：書泉）
- 千代田區役所神保町出張所
- 神田南神保町郵便局
- 靖國通
- 白山通（日语：白山通り）
- 神保町花月神保町花月（日语：神保町花月神保町花月）
- 日本教育會館（日语：日本教育会館）

## 巴士路線

### A4、A5出口北側
神保町二丁目
- 都02乙：往池袋站東口／往一橋（都營巴士）

神保町交差點北
- 千代田區「風車」（日立自動車交通）
  - 富士見、神保町線：駿河台下、障害者福祉中心、御茶之水站前、水道橋站前方向
  - 內神田線：駿河台下、障害者福祉中心、小川町交差點、神田連雀、萬世橋出張所、岩本町微笑廣場、運動中心方向

### A6、A7出口南側
神保町
- 都02乙：往池袋站東口／往一橋（都營巴士）

神保町交番前
- 千代田區「風車」（日立自動車交通）
  - 內神田線：往千代田區役所

## 相鄰車站
都營地下鐵
 三田線
大手町（I 09）－神保町（I 10）－水道橋（I 11）
 新宿線
■急行
市谷（S 04）－神保町（S 06）－馬喰橫山（S 09）
■各站停車
九段下（S 05）－神保町（S 06）－小川町（S 07）
 東京地下鐵
 半藏門線
九段下（Z 06）－神保町（Z 07）－大手町（Z 08）

### 來源
地下鐵1日平均使用人數
1. ↑  .   [2016-03-08]. （原始内容存档于2016-03-04）.
2. ↑  各駅の乗降人員ランキング （页面存档备份，存于） - 東京メトロ

地下鐵統計資料
東京都統計年鑑
1. ↑  .   [2019-01-11]. （原始内容存档于2015-06-29）.
2. ↑  .   [2019-01-11]. （原始内容存档于2015-06-29）.
3. ↑  .   [2019-01-11]. （原始内容存档于2016-03-05）.
4. ↑  .   [2019-01-11]. （原始内容存档于2016-06-02）.
5. ↑  .   [2019-01-11]. （原始内容存档于2015-06-29）.
6. ↑  .   [2019-01-11]. （原始内容存档于2016-03-05）.
7. ↑  .   [2019-01-11]. （原始内容存档于2015-06-29）.
8. ↑  .   [2019-01-11]. （原始内容存档于2016-03-05）.
9. ↑  .   [2019-01-11]. （原始内容存档于2016-03-05）.
10. ↑  .   [2019-01-11]. （原始内容存档于2016-03-05）.
11. ↑  .   [2019-01-11]. （原始内容存档于2015-06-29）.
12. ↑  .   [2019-01-11]. （原始内容存档于2015-06-29）.
13. ↑  .   [2019-01-11]. （原始内容存档于2015-06-29）.
14. ↑  .   [2019-01-11]. （原始内容存档于2016-03-05）.
15. ↑  .   [2019-01-11]. （原始内容存档于2016-03-05）.
16. ↑  .   [2019-01-11]. （原始内容存档于2015-06-29）.
17. ↑  .   [2019-01-11]. （原始内容存档于2016-03-05）.
18. ↑  .   [2019-01-11]. （原始内容存档于2016-03-05）.
19. ↑  .   [2019-01-11]. （原始内容存档于2016-03-05）.
20. ↑  .   [2019-01-11]. （原始内容存档于2016-03-05）.
21. ↑  .   [2017-05-04]. （原始内容存档于2013-08-15）.
22. ↑  .   [2017-05-04]. （原始内容存档于2013-02-03）.
23. ↑  .   [2017-05-04]. （原始内容存档于2013-02-03）.
24. ↑  .   [2017-05-04]. （原始内容存档于2013-02-03）.
25. ↑  .   [2017-05-04]. （原始内容存档于2013-02-03）.
26. ↑  .   [2017-05-04]. （原始内容存档于2016-03-04）.
27. ↑  平成10年PDF
28. ↑  平成11年PDF
29. ↑  .   [2017-05-04]. （原始内容存档于2016-03-04）.
30. ↑  .   [2017-05-04]. （原始内容存档于2016-03-04）.
31. ↑  .   [2017-05-04]. （原始内容存档于2017-07-29）.
32. ↑  .   [2017-05-04]. （原始内容存档于2017-07-29）.
33. ↑  .   [2017-05-04]. （原始内容存档于2017-07-29）.
34. ↑  .   [2017-05-04]. （原始内容存档于2017-07-29）.
35. ↑  .   [2017-05-04]. （原始内容存档于2017-07-29）.
36. ↑  .   [2017-05-04]. （原始内容存档于2017-07-29）.
37. ↑  .   [2017-05-04]. （原始内容存档于2017-07-29）.
38. ↑  .   [2017-05-04]. （原始内容存档于2016-03-26）.
39. ↑  .   [2017-05-04]. （原始内容存档于2016-03-27）.
40. ↑  .   [2017-05-04]. （原始内容存档于2016-03-25）.
41. ↑  .   [2017-05-04]. （原始内容存档于2016-03-27）.
42. ↑  .   [2017-05-04]. （原始内容存档于2016-03-22）.
43. ↑  .   [2017-05-04]. （原始内容存档于2017-07-30）.
44. ↑  .   [2019-01-11]. （原始内容存档于2018-11-09）.
45. ↑  .   [2019-01-11]. （原始内容存档于2019-05-02）.

## 外部連結
- 神保町 - 東京都交通局（日語）
- 神保町/Z07 | 路線・車站資訊 | 東京地下鐵（日語）